# França nos Jogos Olímpicos de Inverno de 1932
A França participou dos Jogos Olímpicos de Inverno de 1932 em Lake Placid, nos Estados Unidos.
A equipe olímpica francesa conseguiu uma medalha, de ouro, ficando em sétimo lugar do quadro geral de medalhas.
A única medalha foi conseguida por dois atletas já medalhistas olímpicos, Andrée Joly e Pierre Brunet. Medalhistas de Patinação artística nos Jogos Olímpicos de Inverno de 1928 (ouro) e de Jogos Olímpicos de Inverno de 1924 (bronze)

## Lista de medalhas francesas

### Medalhas de ouro
| Esporte              | Modalidade | Atleta                    | Performance |
| Medalhas de ouro : 1 |            |                           |             |
| Patinação artística  | Duplas     | Andrée Joly Pierre Brunet |             |

### Medalhas de prata
| Esporte               | Modalidade | Atleta | Performance |
| Medalhas de prata : 0 |            |        |             |

### Medalhas de bronze
| Esporte                | Modalidade | Atleta | Performance |
| Medalhas de bronze : 0 |            |        |             |